# George Stinney
George Junius Stinney, Jr. (n. 21 octombrie 1929, Pinewood⁠(d), Carolina de Sud, SUA – d. 16 iunie 1944, Columbia, Carolina de Sud, SUA) a fost un american de culoare, cunoscut pentru faptul că a fost cel mai tânăr condamnat la moarte și executat de către justiția americană în secolul al XX-lea.
A fost acuzat de uciderea a două fetițe, una de 8 ani, iar cealaltă de 11 ani.
Modul cum a decurs procesul ridică și astăzi semne de întrebare, existând opinii că Stinney a fost victima unei erori judiciare.
Astfel, judecata a durat numai câteva ore și nu au existat probe reale, totul bazându-se pe existența inculpatului în acea zonă și pe mărturia unor polițiști.
Acuzatul a fost executat cu scaunul electric la închisoarea din Columbia.
În 2004, George Frierson, un istoric local a redeschis cazul și a efectuat noi cercetări.
La 70 de ani de la execuție, George Stinney a fost achitat postum, susținându-se că nu au existat dovezi clare și că nu a beneficiat de o apărare echitabilă.